# Вернер IV фон дер Шуленбург
Вернер IV фон дер Шуленбург 'дер Курце' (на немски: Werner IV von der Schulenburg, 'der Kurze'; * ок. 1301 или 1337; † сл. 1372) е благородник от „Младата“ или „Черната линия“ на род фон дер Шуленбург в Бетцендорф в Алтмарк в Саксония-Анхалт, „кнапе“ („оръженосец, носач на щит“), хауптман на Алтмарк, споменат 1337 – 1372.
Той е син на рицар Дитрих II фон дер Шуленбург († 1340) и съпругата му Лукардис фон Ванцлебен († 1345), сестра на Гумпрехт фон Ванцлебен, дъщеря на Фридрих фон Ванцлебен († 1351).
Първи братовчед е на Дитрих III († 1393), княжески епископ на Бранденбург (1366 – 1393). Брат е на Хайнрих I фон дер Шуленбург († 1373/1377), „кнапе“ (оръженосец, носач на щит), женен за Юта фон Ванцлебен, който има трима сина и една дъщеря.
Днес родът е от 22. генерация.

## Фамилия
Вернер IV фон дер Шуленбург се жени ок. 1349 г. за фон Ванцлебен (* ок. 1327), дъщеря на чичо му Гумпрехт фон Ванцлебен и Хедвиг Шенк фон Найдорф. Te имат двама сина и две дъщери:
- Хайнрих II фон дер Шуленбург ’Стари’ (* пр. 1363; † пр. 24 февруари 1411), хауптман на Алтмарк, женен 1396 г. за Катарина фон Луцов (* ок. 1375)
- Бернхард VI фон дер Шуленбург († 1453), рицар
- дъщеря фон дер Шуленбург († сл. 1412), омъжена за Готшалк фон Крам († 1410/1412), син на Буркхард фон Крам († пр. 1374)
- дъщеря фон дер Шуленбург (* ок. 1352), омъжена ок. 1373 г. за Бодо фон Крам (* ок. 1350; † пр. 1412), син на Буркхард фон Крам († пр. 1374)